# Simón Santiago Sánchez
Sánchez era una localidad argentina perteneciente al partido de Ramallo, en la provincia de Buenos Aires, luego su nombre fue cambiado a Villa General Savio

## Toponimia
La localidad está nombrada en honor a su fundador, Simón Santiago Sánchez Barahona, chileno radicado en la Argentina.

## Historia
Simón Santiago Sánchez Barahona (1805-1870), nacido en Chile , se radicó en la provincia de Buenos Aires, Argentina, siendo el fundador del pueblo Sánchez.
El mismo está ubicado a 7 km de la ciudad de San Nicolás de los Arroyos y a 72 km de la ciudad de Rosario, en la provincia de Santa Fe.
Habiendo comprado 10 mil hectáreas de campo entre San Nicolás de los Arroyos y Ramallo, escrituró a favor del gobierno, la parte afectada a la traza del ferrocarril y futuro pueblo, luego llamado Estación "Sánchez". Actualmente la calle principal del pueblo "Sánchez", se llama "Simón Sánchez" en su honor.
El Pueblo está ubicado a metros del kilómetro 220, de la Ruta Nacional 9, que une Buenos Aires con la Ciudad de Córdoba.
En las cercanías de la Estación Sánchez se fue conglomerando la población sin trazado ni denominación oficial, hasta que en el año 1967, por expediente 2207=6850/67, se acepta la denominación de Villa General Savio en honor del insigne creador de Plan Siderúrgico, General Manuel Nicolás Aristóbulo Savio, teniendo en cuenta la influencia de la Planta de Somisa, a poca distancia del lugar, y por estar la población prácticamente dentro del Parque Industrial.
Don Simón Sánchez Barahona, falleció a causa del cólera en el departamento de Constitución. Por miedo al contagio, no fue trasladado a su morada particular y fue inhumado en el cementerio del pueblo "Oratorio de Morante", ubicado a escasos 5 km del pueblo Juan Bernabé Molina, fundado a su vez por el hijo de su coetáneo Juan Bernabé Molina (1803 - 1871), Don Jorge Molina el 30 de noviembre de 1908; que curiosamente, los descendientes de ambas familias (Sánchez y Molina), formarían familia pocos años más tarde.
Casado en primeras nupcias con Nicolasa Gutiérrez, teniendo tres hijos con ella (Ramona Sánchez Gutiérrez, Jose de Mercedes Sánchez Gutiérrez y Jose Nicasio Sánchez Gutiérrez); y vuelto a casar en segundas nupcias con Santos López en el partido de San Nicolás, teniendo 8 hijos con ella (Pedro Advincula Sánchez López, Paulina Sánchez López, Lucas Sánchez López y Simón Sánchez López)
- Datos: Q6128917